# Согдиана (стадион)
Стадион спорткомплекса «Согдиа́на» (узб. «So'g'diyona» sport majmuasi stadioni) — многоцелевой стадион в узбекистанском городе Джизак. Вмещает в себя 11 650 зрителей, домашняя арена местного футбольного клуба «Согдиана». Является частью крупного спортивного комплекса «Согдиана».
Был построен и открыт в 1970 году. Тогда назывался «Центральным» стадионом, вмещал 9 500 зрителей. В 1997 году стадион претерпел первую реконструкцию. В 2013 году началась масштабная реконструкция стадиона, которая длилась два года. В 2015 году строительство было полностью закончено, вместимость стадиона составила 11 650 мест. 26 июня 2015 года стадион был официально открыт матчем Высшей лиги чемпионата Узбекистана «Согдиана» — «Коканд 1912» (2:1).